# أسامة عبد السلام
خطأ لوا في mw.text.lua على السطر 25: bad argument #1 to 'match' (string expected, got nil).
أسامة عبد السلام بلقاسم  (مواليد 23 فبراير 1983 في البيضاء) لاعب كرة قدم ليبي يجيد اللعب في خط الوسط . يلعب لصالح نادي الأخضر الليبي.

## روابط خارجية
- أسامة عبد السلام على موقع ناشيونال فوتبول تيمز (الإنجليزية)
- أسامة عبد السلام على موقع Soccerway.com (الإنجليزية)